# 浅草物語 (映画)
『浅草物語』（あさくさものがたり）は、1953年に公開された島耕二監督の日本映画。

## スタッフ
以下のスタッフ名は特に記載がない限りKINENOTEに従った。
- 監督 - 島耕二
- 脚本 - 成沢昌茂、島耕二[2]
- 原作 - 川端康成
- 企画 - 米田治
- 撮影 - 長井信一
- 美術 - 木村威夫
- 音楽 - 大久保徳二郎
- 録音 - 米津次男
- 照明 - 佐藤寛

## キャスト
以下の出演者名と役名はKINENOTEに従った。
- 霧立のぼる - 千代子
- 山本富士子 - 弓子
- 木村三津子 - みどり
- 森雅之 - 赤木
- 片山明彦 - 浜村
- 花布辰男 - 源吉
- 星ひかる - 尾沢
- 斎藤紫香 - 菊山
- 高見貫 - 常平
- 澄川透 - 早川
- 中村正紀 - 梅吉
- 若原初子 - ぎん子
- 浦辺粂子 - おたか
- 新宮信子 - サリー
- 由利恵子 - お春
- 真杉美智子 - あけみ
- 目黒幸子 - けい子